# منصة السحب
في مجال الأعمال، يشير مصطلح منصة السحب إلى أي إطار عمل يقيس القدرة على جذب الأشخاص والموارد وفق الحاجة وعلى أساس الاستجابة لمشهد الفرص والتحديات سريع التغير فيما يتعلق بـالاقتصاد القائم على المعلومات. وبشكل عام، تعمل هذه الأطر على تحويل العوائد المتناقصة من الموراد إلى البيئات حيث تزداد سرعة تحسن أداء الأفراد المشاركين بينما يزداد عددهم.

## منصات الدفع في مقابل منصات السحب
بدلًا من وجود منصات الدفع على مقياس ثنائي بالكامل فإنها توجد على سلسلة متصلة مع إستراتيجيات الدفع على أحد الطرفين وإستراتيجيات السحب على الطرف المقابل.

### سمات منصة الدفع
- إمكانية توقع الطلب
- التصميم من أعلى إلى أسفل
- التحكم المركزي
- إجرائية
- اقترانها المحكم
- التمركز حول المورد
- تقييد المشاركة
- التركيز على الكفاءة
- تقييد عدد الجهود الكبرى المبذولة لإعادة التصميم الهندسي

المكافآت *الصفرية
سيطرة المكافآت *الخارجية

### سمات منصة السحب
- الطلب غير مؤكد إلى حد بعيد
- التصميم الطارئ
- الحركة اللامركزية
- نموذجية
- اقترانها ضعيف
- تتمركز حول الأشخاص
- بها أعداد كبيرة ومتنوعة من المشاركين
- تركز على الإبداع
- الإبداع بها سريع وتدريجي
- المكافآت إيجابية
- سيطرة المكافآت الداخلية

## أمثلة للصناعات
- مجموعة لي وفونج [6]
- ويكيبيديا
- واو[8]

## قادة الصناعة
- جون سيلي براون
- جون هاجل الثالث
- لانج دافيسون
- هنري تشسبروف

## وصلات خارجية
- What is Web 2.0?
- Three Levels of Pull